# Alexis Pérez
Alexis Rafael Pérez Fontanilla, noto semplicemente come Alexis Pérez (Barranquilla, 25 marzo 1994), è un calciatore colombiano, difensore dell'Al-Wasl.

## Caratteristiche tecniche
È un difensore centrale.

## Carriera

### Club
Cresciuto nel settore giovanile dell'Uniautónoma, ha esordito in prima squadra il 7 aprile 2013 disputando l'incontro di Categoría Primera B vinto 4-0 contro il Itagui Leones.
Dal 2014 al 2015 ha militato in Spagna, nel Villarreal B e nel Real Valladolid B.

### Nazionale
Fa il suo esordio in nazionale il 29 gennaio 2023, giocando da titolare la gara amichevole pareggiata 0-0 contro gli Stati Uniti.

## Statistiche

### Cronologia presenze e reti in nazionale
| Cronologia completa delle presenze e delle reti in nazionale ― Colombia | Cronologia completa delle presenze e delle reti in nazionale ― Colombia | Cronologia completa delle presenze e delle reti in nazionale ― Colombia | Cronologia completa delle presenze e delle reti in nazionale ― Colombia | Cronologia completa delle presenze e delle reti in nazionale ― Colombia | Cronologia completa delle presenze e delle reti in nazionale ― Colombia | Cronologia completa delle presenze e delle reti in nazionale ― Colombia | Cronologia completa delle presenze e delle reti in nazionale ― Colombia |
| Data                                                                    | Città                                                                   | In casa                                                                 | Risultato                                                               | Ospiti                                                                  | Competizione                                                            | Reti                                                                    | Note                                                                    |
| ----------------------------------------------------------------------- | ----------------------------------------------------------------------- | ----------------------------------------------------------------------- | ----------------------------------------------------------------------- | ----------------------------------------------------------------------- | ----------------------------------------------------------------------- | ----------------------------------------------------------------------- | ----------------------------------------------------------------------- |
| 29-1-2023                                                               | Carson                                                                  | Stati Uniti                                                             | 0 – 0                                                                   | Colombia                                                                | Amichevole                                                              | -                                                                       |                                                                         |
| Totale                                                                  |                                                                         | Presenze                                                                | 1                                                                       |                                                                         | Reti                                                                    | 0                                                                       |                                                                         |

## Palmares

### Club

#### Competizioni nazionali
- UAE Arabian Gulf League: 1

Al Wasl: 2023-2024
- Coppa del Presidente degli Emirati Arabi Uniti: 1

Al Wasl: 2023-2024